# Bezirksamt Rheinbischofsheim
| Basisdaten       | Basisdaten          |
| ---------------- | ------------------- |
| Staat            | Großherzogtum Baden |
| Kreis            | Mittelrheinkreis    |
| Sitz             | Rheinbischofsheim   |
| Bestandszeitraum | 1803–1857           |
| Einwohner        | 11.234 (1855)       |
| Gemeinden        | 17 (1855)           |

Das Bezirksamt Rheinbischofsheim, anfänglich auch als Oberamt Bischofsheim oder Amt Bischofsheim bezeichnet, war im 19. Jahrhundert ein Verwaltungsbezirk im Großherzogtum Baden. Sein Gebiet gehört heute zum Ortenaukreis und zum den  Landkreis Rastatt in Baden-Württemberg.

## Geschichte
Nachdem das im 18. Jahrhundert zu Hessen-Darmstadt gehörende Amt Lichtenau durch den Reichsdeputationshauptschluß 1803 zur Markgrafschaft Baden gekommen war, richtete diese in Bischofsheim am hohen Steg ein Amt ein, das für die Orte des alten Amtes Lichtenau zuständig war. Seit 1806 gehörte das Gebiet zum Großherzogtum Baden. In dessen Provinz des Mittelrheins bestand 1807 das Oberamt Bischofsheim am hohen Steg. Im Organisationsrescript vom 26. November 1809 wurde der nun Amt Bischofsheim genannte Verwaltungsbezirk zunächst dem neuen Murgkreis zugeordnet, aber bereits 1810 in den Kinzigkreis umgesetzt. 1813 wurde das Amt Bezirksamt Rheinbischofsheim genannt. Als der Murgkreis 1819 aufgelöst wurde, kam das Amt zum Murg- und Pfinz-Kreis und ab 1832 gehörte es zum Mittelrheinkreis. Am 1. August 1857 wurde das Bezirksamt Rheinbischofsheim aufgelöst und in das Bezirksamt Kork eingegliedert.

## Einwohnerentwicklung
| Jahr | Einwohner | Quelle |
| ---- | --------- | ------ |
| 1814 | 09.195    | [ 10 ] |
| 1823 | 10.749    | [ 11 ] |
| 1834 | 11.466    | [ 12 ] |
| 1855 | 11.234    | [ 1 ]  |

## Gemeinden
Die folgende Tabelle enthält die Gemeinden, die dem Bezirksamt Rheinbischofsheim angehörten, ihre Einwohnerzahl bei der Volkszählung von 1855 sowie ihre heutige Zugehörigkeit. Kehl und Rheinau liegen heute im Ortenaukreis, während Lichtenau zum Landkreis Rastatt gehört.
| Gemeinde             | Einwohner 1855 | Heutige Zugehörigkeit |
| -------------------- | -------------- | --------------------- |
| Bodersweier          | 914            | Kehl                  |
| Diersheim            | 744            | Rheinau               |
| Freistett            | 1587           | Rheinau               |
| Grauelsbaum          | 209            | Lichtenau             |
| Hausgereut           | 100            | Rheinau               |
| Helmlingen           | 548            | Rheinau               |
| Holzhausen           | 380            | Rheinau               |
| Honau                | 328            | Rheinau               |
| Leutesheim           | 794            | Kehl                  |
| Lichtenau (Stadt)    | 1066           | Lichtenau             |
| Linx                 | 774            | Rheinau               |
| Memprechtshofen      | 603            | Rheinau               |
| Muckenschopf         | 354            | Lichtenau             |
| Neufreistett (Stadt) | 438            | Rheinau               |
| Rheinbischofsheim    | 1428           | Rheinau               |
| Scherzheim           | 666            | Lichtenau             |
| Zierolshofen         | 301            | Kehl                  |